# 华池县
华池县是中华人民共和国甘肃省庆阳市下属的一个县。与之接壤的县市有：东北边陕西省的志丹县、吴起县、定边县，西南边环县、庆阳市、合水县。

## 行政区划
华池县下辖6个镇、9个乡：
悦乐镇、柔远镇、元城镇、南梁镇、城壕镇、五蛟镇、上里塬乡、王咀子乡、白马乡、怀安乡、乔川乡、乔河乡、山庄乡、林镇乡和紫坊畔乡。

## 交通
- 341国道过境。